# Majeedah Bolkiah
Majeedah Bolkiah (Bandar Seri Begawan, 16 marzo 1976) è una principessa e funzionaria bruneiana.

## Biografia
Majeedah (o Majida) Bolkiah è nata all'Istana Dar ul-Hana, Kampong Tumasek, Bandar Seri Begawan il 16 marzo 1976 ed è figlia del sultano Hassanal Bolkiah e della sua prima moglie Pengiran Anak Saleha.
Ha studiato alla Putera-Puteri School dell'Istana Dar ul-Hana, alla St Andrew's School, al PSBS Science College e al Duli Pg Muda Al-Muhtadee Billah College. Nel 2003 ha conseguito un Bachelor of Arts in amministrazione e politiche pubbliche all'Università del Brunei Darussalam e l'anno successivo un Master of Arts in sviluppo ambientale al King's College di Londra.
Ha iniziato la sua carriera l'11 febbraio 2002 come funzionaria con incarichi speciali presso l'unità ambiente, una sezione del Ministero dello sviluppo responsabile per le politiche e gli affari strategici ambientali. Tra i suoi lavori scritti sono da menzionare le "Linee guida per la gestione ambientale per l'attività in cava" e il "Position paper sull'adesione del Brunei alla Convenzione di Basilea per il controllo dello smaltimento e della circolazione transfrontaliera di rifiuti pericolosi".
Attualmente è funzionaria senior e capo della divisione pianificazione e gestione del Dipartimento per l'ambiente, i parchi e le attività ricreative, un'agenzia del Ministero dello sviluppo. Uno dei compiti della divisione pianificazione e gestione è valutare il rapporto di impatto ambientale sullo sviluppo del sito industriale di Sungai Liang. Majeedah ha supervisionato numerosi progetti di successo, tra cui il Forum dei giovani sull'ambiente dell'Associazione delle Nazioni del Sud-est asiatico che si è tenuto l'8 gennaio 2007.
Il 7 giugno 2007, presso la moschea Omar Ali Saifuddien di Bandar Seri Begawan, ha sposato Pangiran Anak Khair ul-Khalil (nato a Seria il 28 febbraio 1975), funzionario dell'ufficio del Primo ministro. Dalla loro unione sono nati due figli, un maschio e una femmina.

## Ascendenza
|                             |                              |                              | Genitori                              |  |  | Nonni |  |  | Bisnonni                 |  |  | Trisnonni                     |  |
|                             |                              |                              |                                       |  |  |       |  |  | Muhammad Jamalul Alam II |  |  | Hashim Jalilul Alam Aqamaddin |  |
|                             |                              |                              |                                       |  |  |       |  |  | Muhammad Jamalul Alam II |  |  | Hashim Jalilul Alam Aqamaddin |  |
|                             |                              | Pengiran Siti Fatima         |                                       |  |  |       |  |  | Muhammad Jamalul Alam II |  |  |                               |  |
| Omar Ali Saifuddien III     |                              |                              |                                       |  |  |       |  |  | Muhammad Jamalul Alam II |  |  |                               |  |
|                             |                              | Pengiran Anak Fatima         | Pengiran Anak Saiful Rijal            |  |  |       |  |  |                          |  |  |                               |  |
|                             |                              | Pengiran Anak Fatima         | Pengiran Anak Saiful Rijal            |  |  |       |  |  |                          |  |  |                               |  |
|                             |                              | Pengiran Anak Fatima         | Pian Jamaliah                         |  |  |       |  |  |                          |  |  |                               |  |
| Hassanal Bolkiah            |                              | Pengiran Anak Fatima         |                                       |  |  |       |  |  |                          |  |  |                               |  |
|                             |                              | Pengiran Anak Abdul Rahman   | Pengiran Muda Besar Omar              |  |  |       |  |  |                          |  |  |                               |  |
|                             |                              | Pengiran Anak Abdul Rahman   | Pengiran Muda Besar Omar              |  |  |       |  |  |                          |  |  |                               |  |
|                             |                              | Pengiran Anak Abdul Rahman   | Pengiran Anak Siti Khadija            |  |  |       |  |  |                          |  |  |                               |  |
| Pengiran Anak Damit         |                              | Pengiran Anak Abdul Rahman   |                                       |  |  |       |  |  |                          |  |  |                               |  |
|                             |                              | Pengiran Fatima              | Radin Haji Hassan                     |  |  |       |  |  |                          |  |  |                               |  |
|                             |                              | Pengiran Fatima              | Radin Haji Hassan                     |  |  |       |  |  |                          |  |  |                               |  |
|                             |                              | Pengiran Fatima              | Hajah Zainab                          |  |  |       |  |  |                          |  |  |                               |  |
| Majeedah Nurul Bolkiah      |                              | Pengiran Fatima              |                                       |  |  |       |  |  |                          |  |  |                               |  |
|                             | Pengiran Anak Abdul Rahman * | Pengiran Muda Besar Omar *   |                                       |  |  |       |  |  |                          |  |  |                               |  |
|                             | Pengiran Anak Abdul Rahman * | Pengiran Muda Besar Omar *   |                                       |  |  |       |  |  |                          |  |  |                               |  |
|                             | Pengiran Anak Abdul Rahman * | Pengiran Anak Siti Khadija * |                                       |  |  |       |  |  |                          |  |  |                               |  |
| Pengiran Anak Muhammad Alam | Pengiran Anak Abdul Rahman * |                              |                                       |  |  |       |  |  |                          |  |  |                               |  |
|                             |                              | Pengiran Fatima *            | Radin Haji Hassan *                   |  |  |       |  |  |                          |  |  |                               |  |
|                             |                              | Pengiran Fatima *            | Radin Haji Hassan *                   |  |  |       |  |  |                          |  |  |                               |  |
|                             |                              | Pengiran Fatima *            | Hajah Zainab *                        |  |  |       |  |  |                          |  |  |                               |  |
| Pengiran Anak Saleha        |                              | Pengiran Fatima *            |                                       |  |  |       |  |  |                          |  |  |                               |  |
|                             |                              | Pengiran Anak Metassan       | Pengiran Anak Ismail Apong            |  |  |       |  |  |                          |  |  |                               |  |
|                             |                              | Pengiran Anak Metassan       | Pengiran Anak Ismail Apong            |  |  |       |  |  |                          |  |  |                               |  |
|                             |                              | Pengiran Anak Metassan       | Pengiran Anak Taisa                   |  |  |       |  |  |                          |  |  |                               |  |
| Pengiran Anak Besar         |                              | Pengiran Anak Metassan       |                                       |  |  |       |  |  |                          |  |  |                               |  |
|                             |                              | Pengiran Anak Piut           | Pengiran Anak Muhammad Tajuddin Gador |  |  |       |  |  |                          |  |  |                               |  |
|                             |                              | Pengiran Anak Piut           | Pengiran Anak Muhammad Tajuddin Gador |  |  |       |  |  |                          |  |  |                               |  |
|                             |                              | Pengiran Anak Piut           | Pengiran Anak Noralam                 |  |  |       |  |  |                          |  |  |                               |  |
|                             |                              | Pengiran Anak Piut           |                                       |  |  |       |  |  |                          |  |  |                               |  |